# Guiné
A Guiné (em francês:  Guinée; em fula: 𞤘𞤭𞤲𞤫, Gine; em mandinga: ߖߌ߬ߣߍ߫, Gine), oficialmente República da Guiné (em francês:  République de Guinée; em fula: 𞤈𞤫𞤨𞤵𞤦𞤤𞤭𞤳 𞤦𞤵 𞤘𞤭𞤲𞤫, Republik bu Gine; também chamada Guiné-Conacri para a distinguir da vizinha Guiné-Bissau e da Guiné Equatorial) é um país da África Ocidental limitado a norte pela Guiné-Bissau e pelo Senegal, a norte e leste pelo Mali, a leste pela Costa do Marfim, a sul pela Libéria e pela Serra Leoa e a oeste pelo oceano Atlântico. Com 246 000 km2 e dez milhões de habitantes, a Guiné é uma república e a capital, sede do governo e maior cidade é Conacri.
A Guiné é um país muito rico em minerais, incluindo bauxita, diamantes, ouro e alumínio. Sua economia depende da agricultura e da mineração. A Guiné é um país subdesenvolvido com uma parcela significativa de sua população (mais de 60%) vivendo abaixo da linha da pobreza. O francês é a língua oficial da Guiné e é a língua mais usada nas escolas, na administração, na mídia e nas forças de segurança. No entanto, cada uma das vinte e quatro tribos da Guiné tem sua própria língua.
A Guiné é um dos países devastados pela epidemia de Ébola de 2014, juntamente com a Libéria e a Serra Leoa, onde morreram mais de 4.500 pessoas no total.

## Etimologia
A origem exata do nome Guiné é desconhecida. Sabe-se que a palavra "Guiné" vem do português Guiné, que surgiu em meados do século XV para se referir à região habitada pelos Guineus, um termo genérico usado para se referir aos povos africanos que viviam ao sul do rio Senegal (em oposição aos berberes sanhajas que viviam ao norte, que eram chamados de "mouros"). Gomes Eanes de Zurara usou o nome "Guiné" extensivamente em suas crônicas de 1453, e em 1483 o rei João II de Portugal assumiu o título de Senhor da Guiné. Acredita-se que os portugueses tenham adotado o nome Guineus do berbere Ghinawen (frequentemente arabizado como Guinauha ou Genewah), que significa "o povo queimado". Da mesma forma, o termo berbere "aginaw" ou "Akal n-Iguinawen" significa "negro" ou "terra dos negros".
Na língua sousou, a língua falada pelo grupo étnico de mesmo nome (um dos mais importantes historicamente estabelecidos na costa atlântica da Guiné-Conacri e Serra Leoa), a palavra "guine" significa "mulher", outra possível origem do nome do país.[carece de fontes?]

## História
A área ocupada hoje pela Guiné fez parte do território de diversos povos africanos, incluindo o Império Songai, no período que se compreende século X e XV, quando a região tomou contato pela primeira vez com os comerciantes europeus. A descoberta da Guiné pelos portugueses ocorreu em meados de 1460 pelos navegadores Pedro de Sintra e Alvise Cadamosto.

### Origem da Civilização: Impérios Peúles e Mandinga Islamizados na Guiné
A povoação inicial da atual Guiné, surgiu através de migrações de povos vindos do Sudão (Atual Mali), Níger e Senegal. A primeira povoação com habitação talvez tenha sido a dos pigmeus, eles foram obrigados a fugir da região ante a invasão de povos vindos do norte. Os Bagas, um povo que ali surgiu, chegaram a se instalar na região de Conacri, mas foram expulsos para as regiões da baixa Guiné, os Sussu de etnia mandinga fizeram a expulsão. Na região florestal, os quissis tomaram esse lugar e, mais tarde, os tendas refugiaram-se na parte inferior do Futa Jalom. Os Malinqués, um povo que viria a fazer parte da história étnica da Guiné, chegaram na parte da Alta Guiné no século XVI, isso após a expansão do Império do Mali. Os Peúles emigraram da região do Futa Toro (Senegal) para o Futa Jalom quase no mesmo tempo.
Um reino Peúle passou a surgir após os pastoreamentos feitos na localidade do Mali. Na África Ocidental, os peúles se converteram ao islamismo no século XVIII, isso passou a marcar o modo característico daqueles habitantes e da política, pois as diretrizes islâmicas já possuíam virtudes ligadas ao conhecimento e aos valores de seguidor. Fato esse proporcionou uma organização maior dos peúles, eles se organizaram em exército e passaram a jugar autoridade sobre os povos regionais. A data certa de ocupação dos peúles é 1725, eles vieram do Senegal e chegaram á Guiné para proclamar um Imanato no Futa Jalom, que foi idealizado por Alfa Ba, esse convocou uma jiade (guerra santa) para dominar aquela parte, Ba morreu antes do início (1726-1727), seu filho Karamoko Alpha teve que fazer a conquista com tal propósito. Karamoko Alfa que morreu em 1751, passou a líder do Imanato que durou de 1725, até a ocupação de Timbo pelos franceses em 3 de Novembro de 1896. O Imanato era divido em 9 estados. Na fase de sucessão após 1751, foi Ibrahim Sori o responsável pela administração do Imanato, ele expandiu grande parte do Futa Jalom para a confederação peúle. Com a morte de Sori em 1784, administração do reino passou a ser feita por um almami, um líder de base muçulmana. Em meio da população havia pessoas das duas famílias peúles aristocráticas: os Alfaya (de Karamoko), e os Soria (de Ibraim). Além de tudo, eram as duas famílias que elegiam o almami governante, também eles possuíam autoridade e dominavam os agricultores dialonquês, porém foi a disputa da hegemonia que gerou situação de calamidade popular, isso que ocasionou a ocupação francesa de Timbo e o fim do Imanato (1896).

###### O Império Mandinga de Uassulu
Em 1878 foi fundado por Samori Turé um império, o de Uassulu, logo após ter fugido do cárcere de 7 anos. Possuía um território considerável e abrangia partes dos territórios do atual Níger (norte), Mali e Libéria. Fazia fronteira com a atual Serra Leoa e Gana (na época popularmente Costa do Ouro).
Os franceses haviam vencido os ingleses no litoral da África Ocidental e conseguiram o controle da região. Um avanço francês ocorreu adentro do território do atual Mali em 1881, eles estavam com interesses comerciais no local. Isso proporcionou o primeiro defrontamento de Samori Turé com os franceses.

### A Presença da França no Território
O período colonial da Guiné se iniciou quando tropas francesas penetraram na região em meados do século XIX. A dominação francesa foi assegurada ao derrotarem as tropas de Samori Turé (1898), guerreiro de etnia malinquê, o que deu, aos franceses, o controle do que é, hoje, a Guiné, e de regiões adjacentes.
A França definiu, em fins do século XIX e início do XX, as fronteiras da atual Guiné com os territórios britânico e português que hoje formam, respectivamente, Serra Leoa e Guiné-Bissau. Negociou, ainda, a fronteira com a Libéria. Sob domínio francês, a região passou a ser o "Território da Guiné" dentro da África Ocidental Francesa, administrada por um governador-geral residente em Dakar (atualmente, capital do Senegal). Tenentes-governadores administravam as colônias individuais, incluindo a Guiné.
Liderados por Ahmed Sékou Touré, líder do Partido Democrático da Guiné (PDG), que ganhou 56 das 60 cadeiras nas eleições territoriais de 1957, o povo da Guiné decidiu, em plebiscito, por esmagadora maioria, rejeitar a proposta de pertencer a uma Comunidade Francesa. Os franceses se retiraram rapidamente e, em 2 de outubro de 1958, a Guiné se tornou um país independente, com Sékou Touré como presidente.
Maurice Robert, chefe do sector africano do Serviço de Documentação Externa e Contra-Inteligência (SDECE) de 1958 a 1968, explica que: "Tivemos de desestabilizar Sekou Touré, torná-lo vulnerável, impopular e facilitar a tomada de controlo pela oposição. Uma operação desta envergadura envolve várias fases: a recolha e análise de informação, a elaboração de um plano de acção baseado nesta informação, o estudo e implementação de meios logísticos e a adopção de medidas de execução do plano. Com a ajuda dos refugiados guineenses exilados no Senegal, organizámos também maquis da oposição em Fouta-Djalon. A supervisão foi assegurada por peritos franceses em operações clandestinas. Armámos e treinámos estes opositores guineenses para desenvolver um clima de insegurança na Guiné e, se possível, para derrubar Sékou Touré. Entre essas ações desestabilizadoras, posso citar a operação "Persil", por exemplo, que consistiu em introduzir no país uma grande quantidade de notas falsificadas guineenses para desequilibrar a economia. »
Alegando tentativas de golpe oriundas do exterior e do próprio país, o regime de Touré visou a inimigos reais e imaginários, aprisionando milhares em prisões. Sob o governo de Touré, a Guiné se tornou uma ditadura de partido único, com uma economia fechada de caráter socialista, e intolerante a direitos humanos, liberdade de expressão ou oposição política, a qual foi brutalmente suprimida. Antes acreditado por sua defesa de um nacionalismo sem barreiras étnicas,

### Governos seguintes ao de Sékou Touré
Sékou Touré morreu a 26 de março de 1984, e uma junta militar encabeçada pelo coronel Lansana Conté tomou o poder a 3 de abril de 1984. O país continuou sem eleições democráticas até 1993, quando foram realizadas eleições e Lansana Conté ganhou-as numa disputa apertada. O presidente foi reeleito em 1998. O presidente foi, em 1999, severamente criticado ao prender Alpha Condé, um importante líder de oposição. As tensões com a vizinha Serra Leoa ainda persistem.
Em 22 de dezembro de 2008, o presidente Conté morreu, tendo sido substituído por uma junta militar que, aproveitando-se da vacância no poder, anunciou, através do capitão Musa Dadis Camara, um golpe de estado, que suspendeu a constituição e as instituições republicanas do país.
Em 2010, Alpha Condé foi eleito presidente no segundo turno daquelas que foram consideradas as primeiras eleições livres e democráticas da história do país, não obstante os casos de violência. Condé foi reeleito em 2015, vencendo ainda, para um terceiro mandato em 2020, após mudança constitucional.
Em setembro de 2021, o presidente Alpha Condé foi derrubado em um golpe de estado.

## Geografia

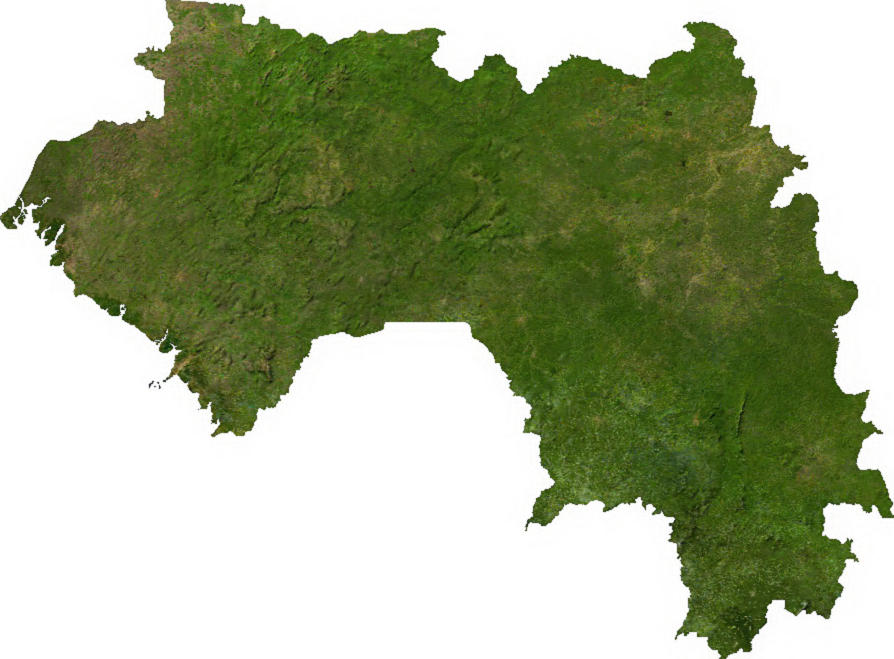
Imagem de satélite do país.

A Guiné situa-se na costa atlântica da África ocidental e tem fronteiras com a Guiné-Bissau, o Senegal, o Mali, a Costa do Marfim, a Libéria e a Serra Leoa. O país divide-se em quatro regiões geográficas: uma faixa costeira estreita (a Baixa Guiné); as terras altas cobertas de pastagens de Futa Jalom (a Média Guiné); a savana do norte (a Alta Guiné); e uma região de floresta húmida no sueste (a Guiné Florestal). Os rios Níger, Gâmbia e Senegal pertencem ao grupo dos 22 rios da África Ocidental que têm as suas nascentes na Guiné.
A região costeira da Guiné e grande parte do interior têm um clima tropical, com uma estação das chuvas entre abril e novembro, temperaturas relativamente elevadas e uniformes, e humidade elevada. A média anual das temperaturas máximas em Conacri é de 29 °C e das mínimas é de 23 °C; a precipitação média anual é de 4 300 mm. A Alta Guiné, que pertence ao Sahel, tem uma estação das chuvas mais curta e maior amplitude térmica diária.

## Religião[17]
O atual território da Guiné, historicamente esteve a ser influenciado por impérios que continham suas posteriores etnias. Assim como vários atuais países da África Ocidental, a Guiné foi um território fronteiriço de grandes impérios; especificamente foi adjacente ao do Mali. Para a constatação do contexto religioso desse país, é necessário compreender que foram através das migrações que as primeiras religiões e crenças atingiram seus pontos de prática.
As religiões existentes atualmente são provenientes das colonizações, de expedições e das crenças tribais locais. Exemplo disso: o islamismo (islamização na África) e o cristianismo (colonização francesa do século XIX).

### Islamismo
O Islã representa uma maioria expressiva em adeptos no contexto religião nacional: 86,2% da população da Guiné seguiam as diretrizes maometanas em 2012. Uma extensa parte dos seguidores do islamismo na Guiné pertencem a corrente sunita da religião, o sufismo ligado ao mesmo possui fundamento na escola de Maliki, as ordens sufis de Qadiri e Tijani são existentes na linha do Sufismo. Uma minoria de seguidores da corrente xiita é comentada e existem nessas proporções; minoritariamente. O islã foi introduzido na Guiné através dos peúles islamizados que fizeram uma incursão do Futa Toro (Senegal) para o Futa Jalom no século XVII — o islã vigorou efetivamente a partir do estabelecimento do Imanato do Futa Jalom em 1725, isso após uma jihad declarada pelo pai de Karamoko Alfa (peúle), Alpha Ba. Há seguidores pertencentes á comunidade Ahmadiyya que surgiram primeiramente no Paquistão no século XIX, foi ao século XX que os primeiros adeptos começaram as atividades na Guiné.
Desde a época da introdução do islamismo na Guiné no século XVIII, as religiões animistas (minoria e em tribos) passaram a entrar em declínio contínuo — foram evacuadas para regiões mais ao sul e para dentro de aldeias. A altura em que o império Francês fez o primeiro contanto com o norte do império mandinga de Uassulu no Níger (1881), as forças do império originariamente pertenciam a Guiné, a cidade guineense de Bissandougou (capital) — seu líder era muçulmano e teve que lutar contra a ocupação francesa, acabou sendo derrotado após 13 anos de resistência (1885-1898).
O ditador e libertador da Guiné Sékou Touré, possuía um modo de governo marxista. Durante o seu governo que durou 26 anos, esse procurou reduzir a esfera de influência do Islã e fazer vigorar os preceitos da ditadura. Sob forte contestação e desaprovação popular, o governo ditatorial passou a lidar de modo mais liberal com o islã nos anos 70, a religião passou a ser uma ''base influenciadora'' no país. Durante o governo de Sékou, foi construída a grande mesquita de Conacri; 1982 — foi financiada juntamente com o rei da Monarquia Saudita, na época o rei Fahd.
O ensino primário e secundário não insere de forma obrigatória o ensino religioso no currículo dos estudantes. Porém há em vários estados da Guiné, em grande parte no Futa Jalom, os madraçais (kuttab), que em grande maioria são financiadas para construção através de ajuda de países como a Arábia Saudita, outros países do golfo pérsico oferecem sustento financeiro para as edificações e reformas das escolas corânicas.[carece de fontes?]

### Cristianismo
Os cristãos guineenses compõem 9,7% da população total do país, dados de 2012. 3% da camada cristã guineense é católica romana, essa desde os tempos de colonização e domínio francês perdura por lá. A partir do ano 1965, só foi permitido que padres guineenses fizessem exerção de seus cargos, foi uma medida auspiciosa do governo guineano que desde 1960 sofria com conspirações de pessoas do estrangeiro. Em 1979 a ditadura soltou o arcebispo de Conacry Raymond-Marie Tchidimbo, preso havia 8 anos por tramar contra o governo ditatorial de Ahmed Sékou Touré.
Há outros grupos cristãos no país, dentre esses: Anglicanos, Batistas, Adventistas do Sétimo Dia e outros grupos de fundação evangélica; os testemunhas de Jeová obtiveram reconhecimento do governo.

### Minorias
Há em um pequeno número de representação grupos de hindus, budistas e algumas outras da série proveniente de outros países asiáticos — os expatriados que residem na Guiné comum e maioritariamente são desses grupos que, juntamente com os animistas tribais não ultrapassam 4,1% da população (os dados são de 2012).

## Política
A independência da Guiné foi declarada por Ahmed Sékou Touré em 2 de outubro de 1958, mas a primeira constituição do país foi aprovada a 12 de novembro de 1958.
O resultado da independência da Guiné na ONU não foi admitida pela França, essa que em estado de inconformidade acabou retirando todo o seu efetivo de doutores, técnicos e especialistas da nova nação, a região ficou com um certo déficit de logística. O país teve que adaptar-se com o novo cenário temporal.

## Subdivisões
A Guiné está dividida em 8 regiões:
1. Boké
2. Quindia
3. Conacri
4. Mamou
5. Labé
6. Faranah
7. Kankan
8. Nzérékoré

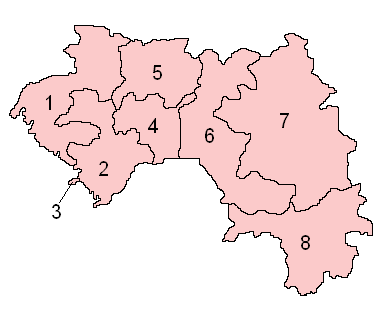
Regiões da Guiné.

As regiões da Guiné estão divididas em 33 prefeituras e uma zona especial (Conacri, a capital nacional), capitais entre parênteses:
- Beyla (Beyla)
- Boffa (Boffa)
- Boké (Boké)
- Conacri (1)
- Coyah (Coyah)
- Dabola (Dabola)
- Dalaba (Dalaba)
- Dinguiraye (Dinguiraye)
- Dubréka (Dubréka)
- Faranah (Faranah)
- Forécariah (Forécariah)
- Fria (Fria)
- Gaoual (Gaoual)
- Guéckédougou (Guéckédougou)
- Kankan (Kankan)
- Kérouané (Kérouané)
- Quindia (Quindia)
- Kissidougou (Kissidougou)
- Koubia (Koubia)
- Koundara (Koundara)
- Kouroussa (Kouroussa)
- Labé (Labé)
- Lélouma (Lélouma)
- Lola (Lola)
- Macenta (Macenta)
- Mali (Mali)
- Mamou (Mamou)
- Mandiana (Mandiana)
- Nzérékoré (Nzérékoré)
- Pita (Pita)
- Siguiri (Siguiri)
- Télimélé (Télimélé)
- Tougué (Tougué)
- Yomou (Yomou)

(1) Zona especial

## Economia
A moeda oficial da República da Guiné é o franco guineense, foi introduzido no lugar do franco CFA em 1959, isso após Sekóu Touré não conseguir um acordo de permanência com a França para permanecer na zona do Franco.
A economia da Guiné é diretamente beneficiada pela grande quantidade de minerais presentes em seu território. Em 2019, o país era o 3º maior produtor mundial de bauxita. Além disso, o país, neste ano, tinha cerca de 25% das reservas mundiais de bauxita em seu território. O país também tem uma produção de ouro que gira entre 14 a 17 toneladas anuais, o que não coloca o país entre os maiores produtores do mundo, mas devido ao pequeno tamanho e população da Guiné, gera uma renda considerável. Em 2009, o país era o 9º maior produtor de diamante do mundo. O país também tem depósitos de bilhões de toneladas métricas de minério de ferro e quantidades ainda indeterminadas de urânio.
A Guiné tem também um potencial de crescimento considerável para setores como agricultura e pesca. A terra, a água e as condições climáticas favorecem a agricultura e a agroindústria em grande escala. Na agricultura, em 2019, o país tinha como principais produções, em termos de volume: arroz, mandioca, amendoim, milho, óleo de palma, banana, fonio e cana de açúcar. O país tinha, nesta época, exportações agriculturais muito baixas. As exportações de produtos agropecuários processados do país, por ordem de valor, em 2019, foram: castanha de caju, cacau, borracha natural, pêssego, café, pera, algodão e gergelim.
A indústria do país é bastante pequena. Em 2018, o país foi o 7º maior produtor mundial de óleo de amendoim (110 mil toneladas).

## Infraestrutura

### Educação
A taxa de alfabetização da Guiné é uma das mais baixas do mundo: em 2010 estimava-se que apenas 41% dos adultos eram alfabetizados (52% dos homens e 30% das mulheres). A educação primária é obrigatória por lei e compreende 6 anos de estudos, mas o índice de evasão escolar é alto e muitas crianças não vão à escola. Em 1999, a frequência à escola primária era de 40%. Boa parte das crianças são mantidas fora da escola para ajudar os pais no trabalho doméstico ou na agricultura, sendo que muitas meninas não frequentam a escola devido ao casamento, eis que a Guiné tem uma das taxas mais altas de casamento infantil do mundo.

## Cultura

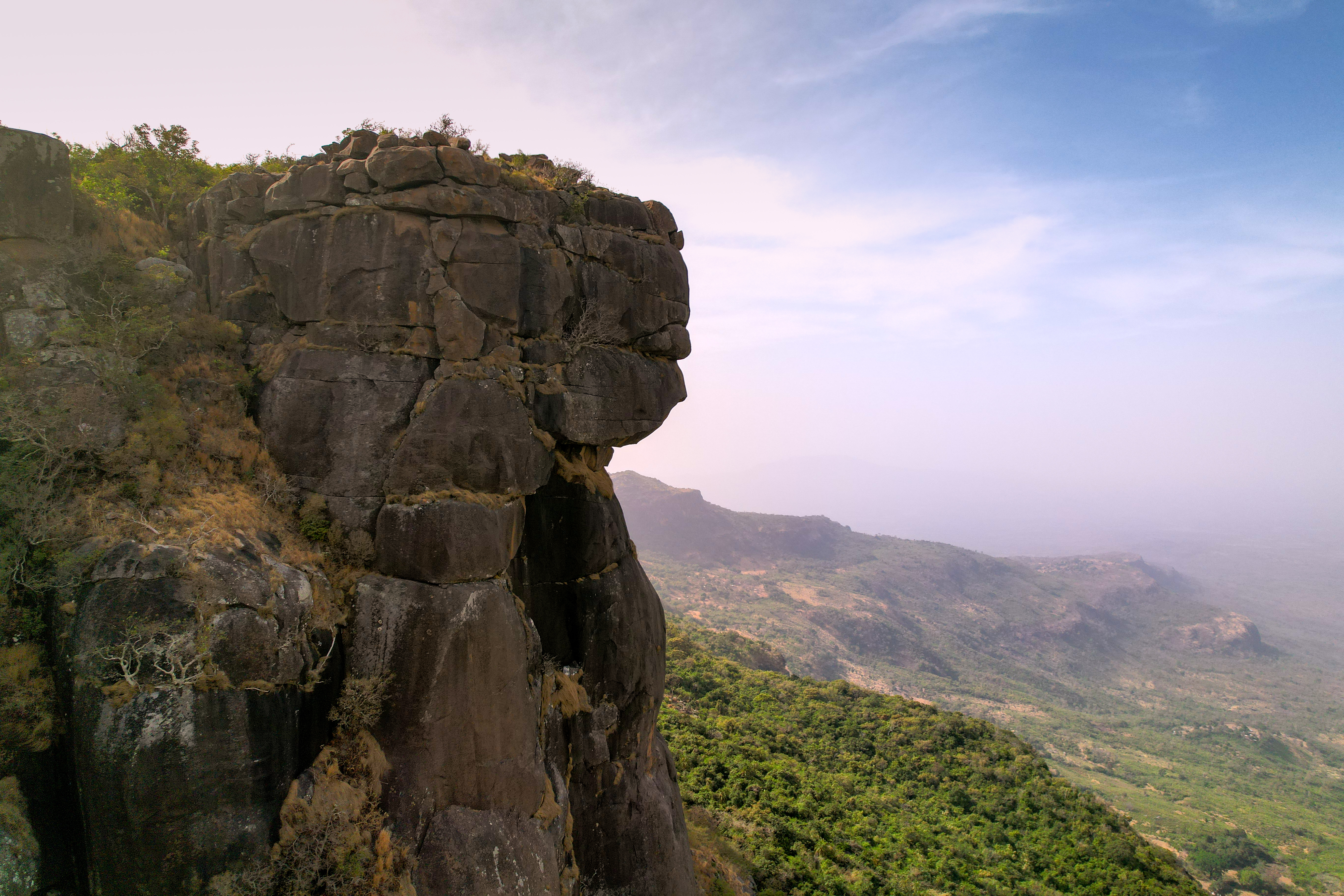
Dame de Mali
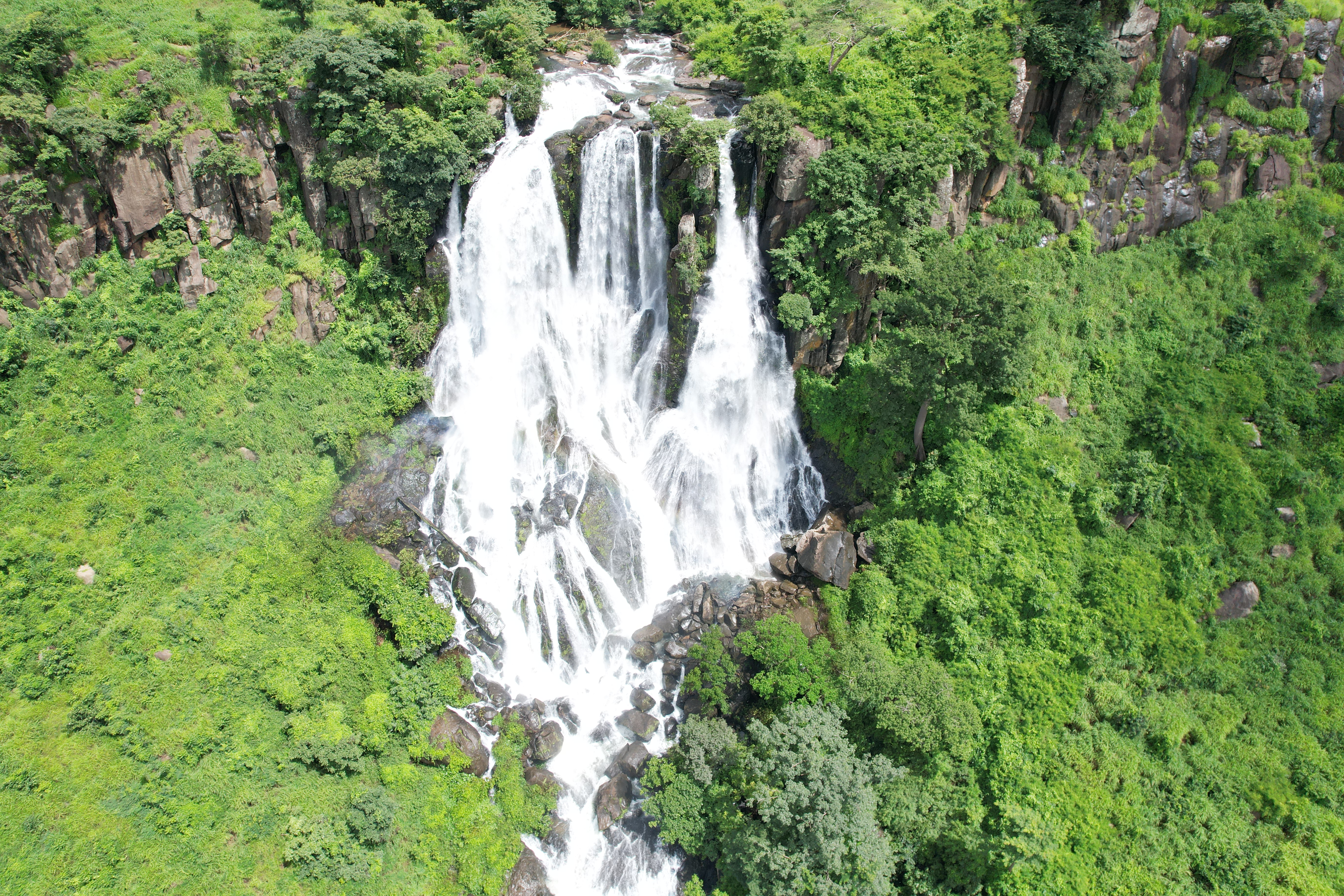
Chute de Tabouna à Kindia
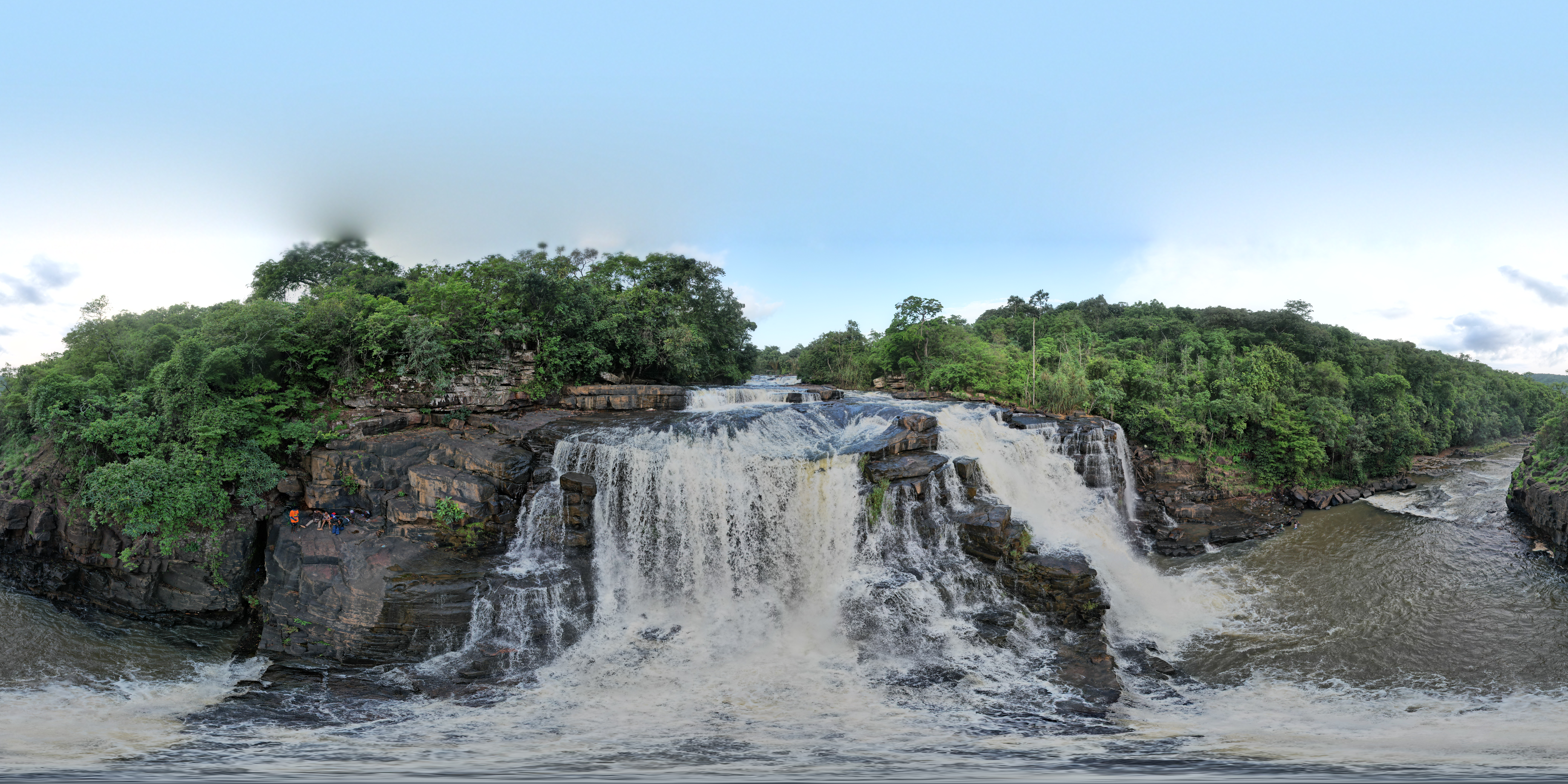
Chute de Saala Labé
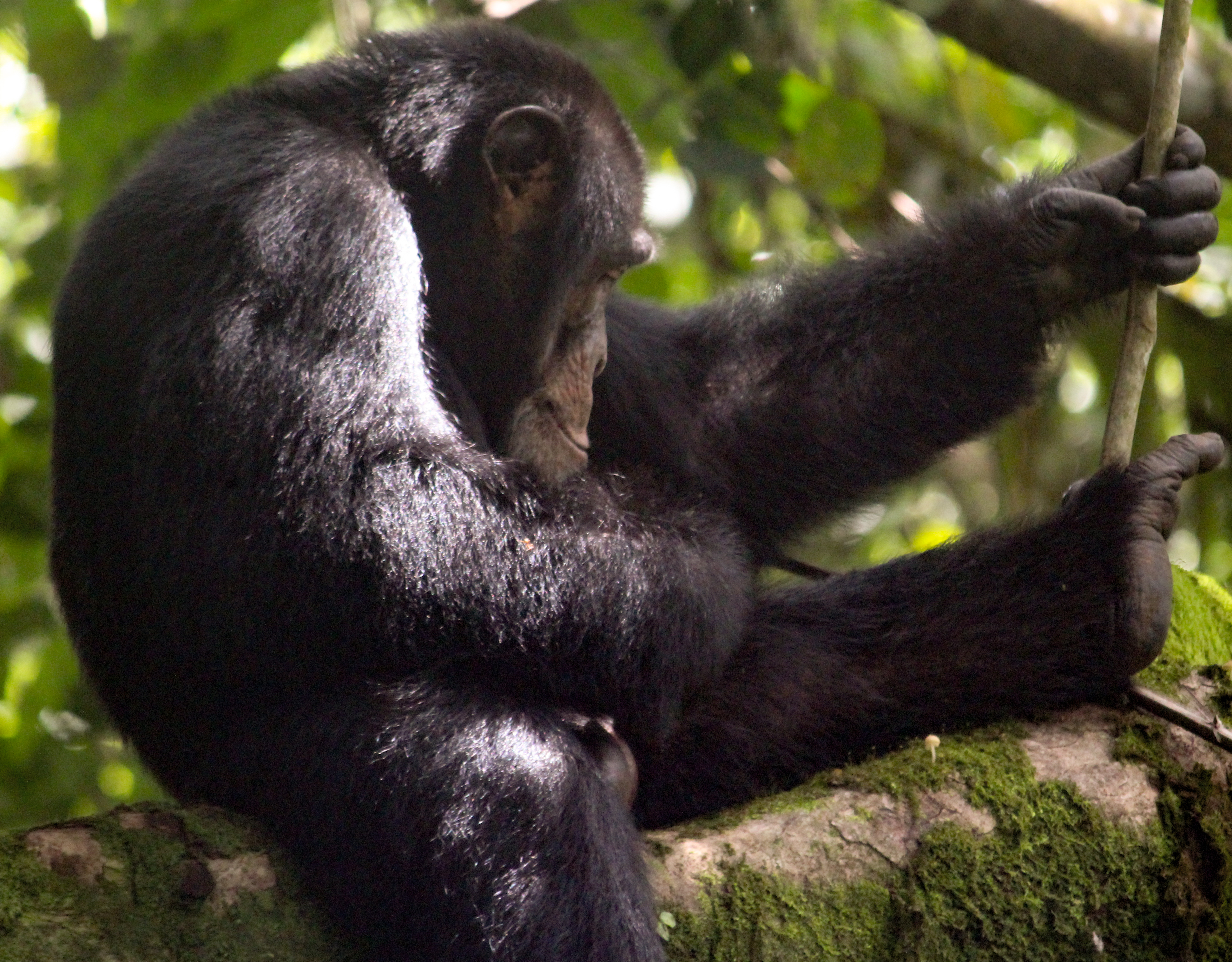
Chimpanzé de Bossou
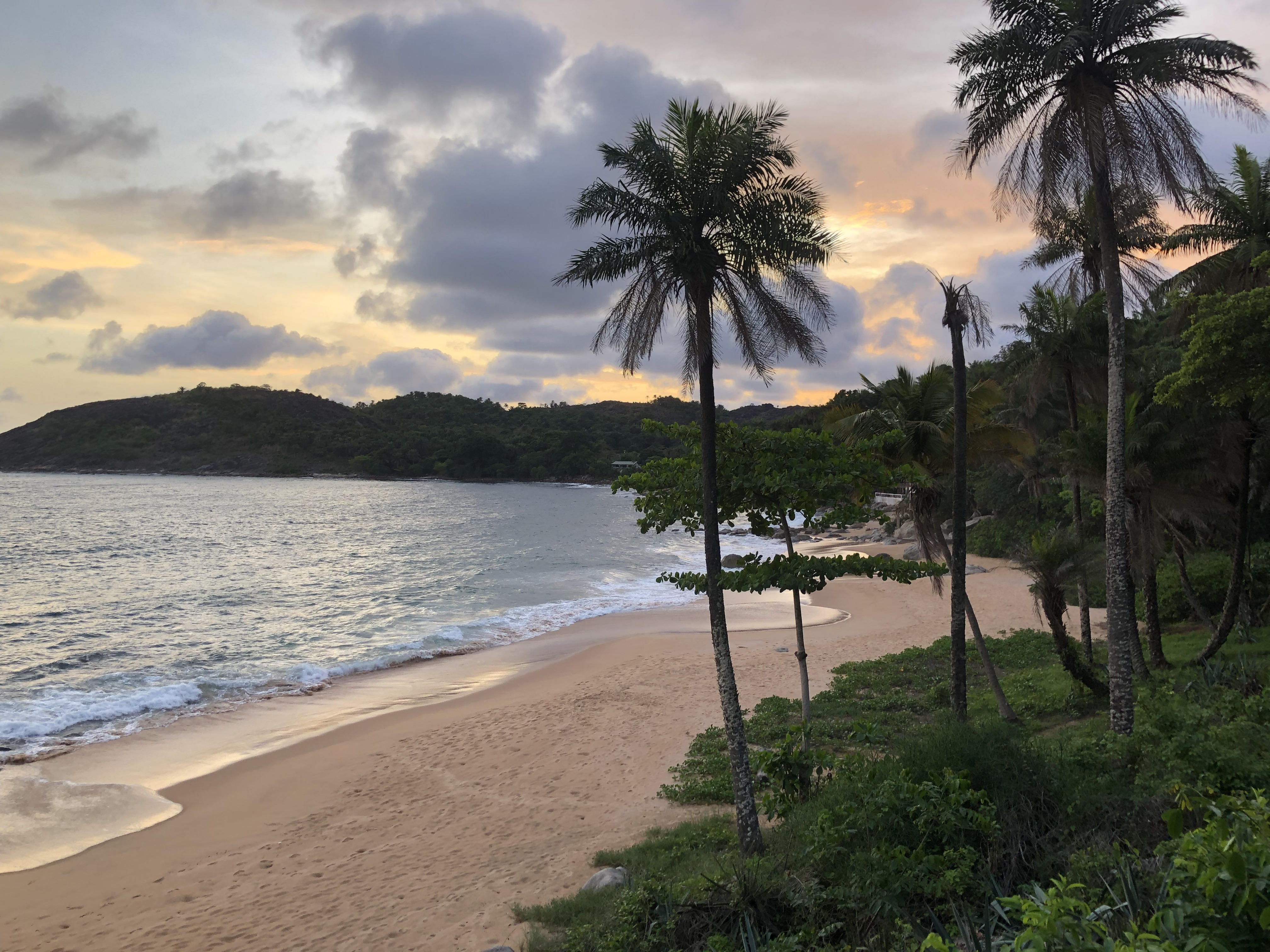
Plage sur les Ile de Loos